# Airco DH.3
Airco DH.3 byl britský bombardér zkonstruovaný v období první světové války. Geoffrey de Havilland, hlavní konstruktér Aircraft Manufacturing Company, jej v roce 1916 navrhl jako strategický bombardér, schopný dálkových denních náletů. Jednalo se o rozměrný dvouplošník s tříkomorovým systémem mezikřídelních vzpěr mezi křídly o velkém rozpětí, štíhlým trupem a zaoblenou svislou ocasní plochou. Pohon zajišťovaly dva motory firmy Beardmore o výkonu 120 hp (89 kW), instalované mezi křídly v tlačném uspořádání. Pevný podvozek záďového typu byl doplněn dvěma koly pod přídí trupu, která měla zabránit kontaktu nosu letounu se zemí při vzletu a přistání.
Druhý prototyp, označený DH.3A, vznikl s výkonnějšími  motory (160 hp/119 kW) stejné značky, a britská War Office udělila zakázku na padesátikusovou sérii. Ta byla ale zrušena předtím než byla dokončena stavba prvního exempláře, protože v tomto období nebylo strategické bombardování považováno za efektivní, a dvoumotorové bombardéry byly označeny za nepraktické. Oba prototypy byly sešrotovány v roce 1917.:s.51
Dalším vývojem vznikl typ Airco D.H.10 Amiens, který poprvé vzlétl v březnu 1918, a k operačním perutím se před koncem války nedostal.

## Specifikace

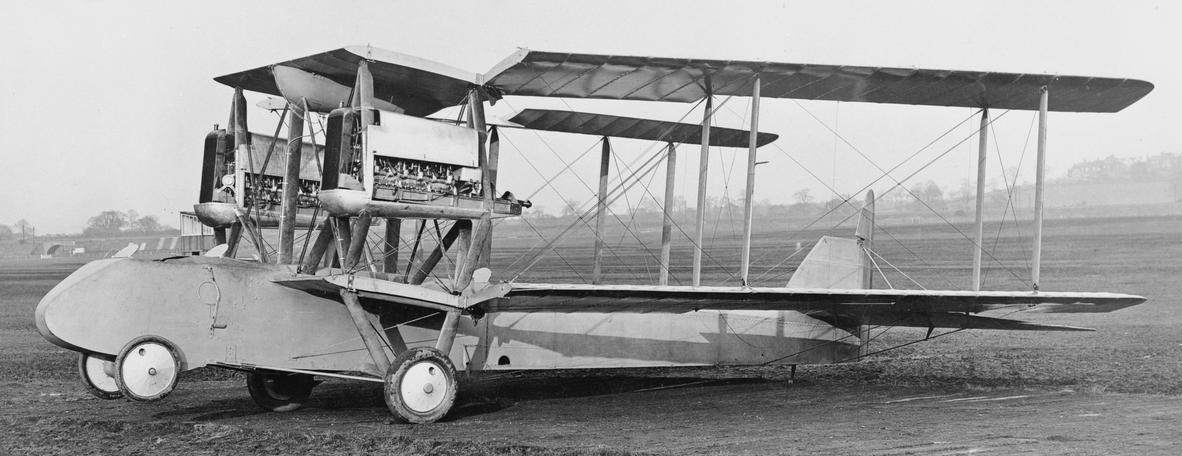
Boční pohled na letoun se složenými křídly.

Údaje podle publikace De Havilland Aircraft since 1909:s.52

### Technické údaje
- Osádka: 3 (pilot a dva střelci)
- Rozpětí: 18,54 m (60 stop a 10 palců)
- Délka: 11,23 m (36 stop a 10 palců)
- Výška: 4,42 m (14 stop a 6 palců)
- Nosná plocha: 73,67 m² (793 čtverečních stop)
- Prázdná hmotnost: 1 805 kg (3 980 liber)
- Vzletová hmotnost: 2 635 kg (5 810 lb)
- Pohonná jednotka: 2 × kapalinou chlazený šestiválcový řadový motor 120 H.P. Beardmore
- Výkon pohonné jednotky:  120 shp (89 kW)

### Výkony
- Maximální rychlost: 153 km/h (82,6 uzlů, 95 mph)
- Dolet: 1 130 km (700 mil)
- Vytrvalost: 8 hodin letu
- Stoupavost: 2,8 m/s (550 stop/min)

### Výzbroj
- 2 × pohyblivý kulomet Lewis ráže 7,7 mm
- až 308 kg (680 lb) pum[1]